# Disenteria bacil·lar
La disenteria bacil·lar és un tipus de disenteria, i és una forma greu de shigel·losi. S'associa amb espècies de bacteris de la família Enterobacteriaceae. El terme sol estar restringit a infeccions per Shigella dysenteriae.
La disenteria bacil·lar no s'ha de confondre amb la diarrea causada per infeccions bacterianes. Una característica de la disenteria bacil·lar és la sang en la femta, que és el resultat de la invasió de la mucosa per part del patogen.